# محطة بينونة للطاقة الشمسية
يقع مشروع بينونة للطاقة الشمسية بالقرب من منطقة الموقر، في شرق العاصمة الأردنية عمان، ويعد أكبر مشروع للطاقة الشمسية في الأردن. وقد دخلت المحطة حيز التشغيل التجاري في عام 2020، وتنتج طاقة أكثر من 560 ميجاواط/ساعة من الكهرباء سنويًا لحوالي 160 ألف منزل، وتساهم في الحد من انبعاث 360 ألف طن من غاز ثاني أكسيد الكربون سنوياً، أي ما يعادل الانبعاثات الناتجة عن نحو 80 ألف سيارة على الطرق. وهي مشروع مشترك بين شركتي أبوظبي لطاقة المستقبل "مصدر" والمجموعة الفنلندية للاستثمار وإدارة الأصول "تاليري"، بتطوير المشروع بموجب اتفاقية مع وزارة الطاقة والثروة المعدنية في المملكة الأردنية الهاشمية، وسيساهم هذا المشروع الذي تبلغ كلفته 240 مليون دولار أمريكي، في توليد 563.3 جيجاواط/ساعي من الكهرباء سنوياً، أي ما يعادل 3٪ من الاستهلاك السنوي للطاقة في الأردن.
وتساهم كل من محطة الطاقة الشمسية بسعة 200 ميجاواط، ومحطة "الطفيلة لطاقة الرياح" بسعة 117 ميجاواط، في تحقيق مساعي المملكة الأردنية لإنتاج نحو 15٪ من احتياجاتها من الكهرباء عن طريق مصادر الطاقة المتجددة. وسيساهم المشروعان بنحو (18%) من القدرة الإنتاجية التي تسعى المملكة الأردنية الهاشمية إلى توفيرها من مصادر الطاقة المتجددة والبالغة 1.8 جيجاواط بحلول عام 2020.
يسعى الأردن إلى اللجوء إلى مصادر الطاقة المتجددة، وفي مقدمتها الطاقة الشمسية، بهدف توفير بديل آمن للكهرباء، في ظل أزمة كبيرة تضرب البلاد التي تستورد معظم احتياجاتها من الوقود من الخارج، لا سيما من العراق.